# Itaobim
Itaobim – miasto i gmina w Brazylii, w stanie Minas Gerais.
Itaobim to rodzime słowo, zgodnie z Silveira Bueno, oznacza kamień zielony lub niebieski kamień. Ita z tupi ita oznacza: skałę, a oby: zielony.